# D2G-reactor
De D2G-reactor was een scheepsreactor die door de Amerikaanse marine werd gebruikt om elektriciteitsopwekking en voortstuwing op oorlogsschepen te leveren.
De aanduiding D2G staat voor:
- D = Destroyer- platform
- 2 = Tweede generatie kern ontworpen door de aannemer
- G = General Electric was de gecontracteerde ontwerper

## Geschiedenis
Dit model van de kernreactor werd geïnstalleerd op de Bainbridge-, Truxtun-, California- en Virginia-klassen van geleide raketkruisers. De enige nucleair aangedreven kruiser in de Amerikaanse marine die niet was uitgerust met een D2G-reactor was 's werelds eerste nucleaire kruiser, de USS Long Beach, die een C1W-reactor gebruikte.
Het is bekend dat de reactoren van USS Bainbridge driemaal werden bijgetankt en dat van USS Truxtun tweemaal werd getankt.

## Inzet
De schepen van de klasse Bainbridge, Truxtun, California en Virginia gebruikten allemaal twee van de D2G-reactoren, elk geschikt voor een maximaal thermisch vermogen van 148 megawatt (198.000 pk), met twee stoomturbines die twee assen aandreven, die elk tussen de 30.000 pk en 35.000 (22 MW tot 26 MW) op de as leverden. Elke D2G-reactor was 11 meter lang, 9,4 meter breed en woog 1.400 ton. De ene reactor bevond zich achter in de romp, de andere in het voorschip. De reactoren van de Californiaklasse werden begin jaren 90 van de twintigste eeuw vervangen door D2W-reactoren, beide met een vermogen van 165 megawatt (221.000 pk).